# Lac Apopka
Ne doit pas être confondu avec Lac Tsala Apopka.
Le lac Apopka est un lac américain situé en Floride, à l’ouest de la ville d’Orlando, en grande partie dans le comté d'Orange, sauf la partie occidentale dépendant du comté de Lake. Sa superficie est de 124,12 km2,.

## Description
Le lac Apopka est localisé à l’ouest de la ville d’Orlando en Floride. Avec ses 124,12 km2, il s’agit d’un des plus grands lacs de l'État. Il est toutefois dépassé en superficie par les lacs Kissimmee, George et Okeechobee. Le lac est alimenté par les eaux pluviales et par des sources locales. Il se déverse dans le lac Beauclair grâce au canal Apopka-Beauclair.

## Environnement

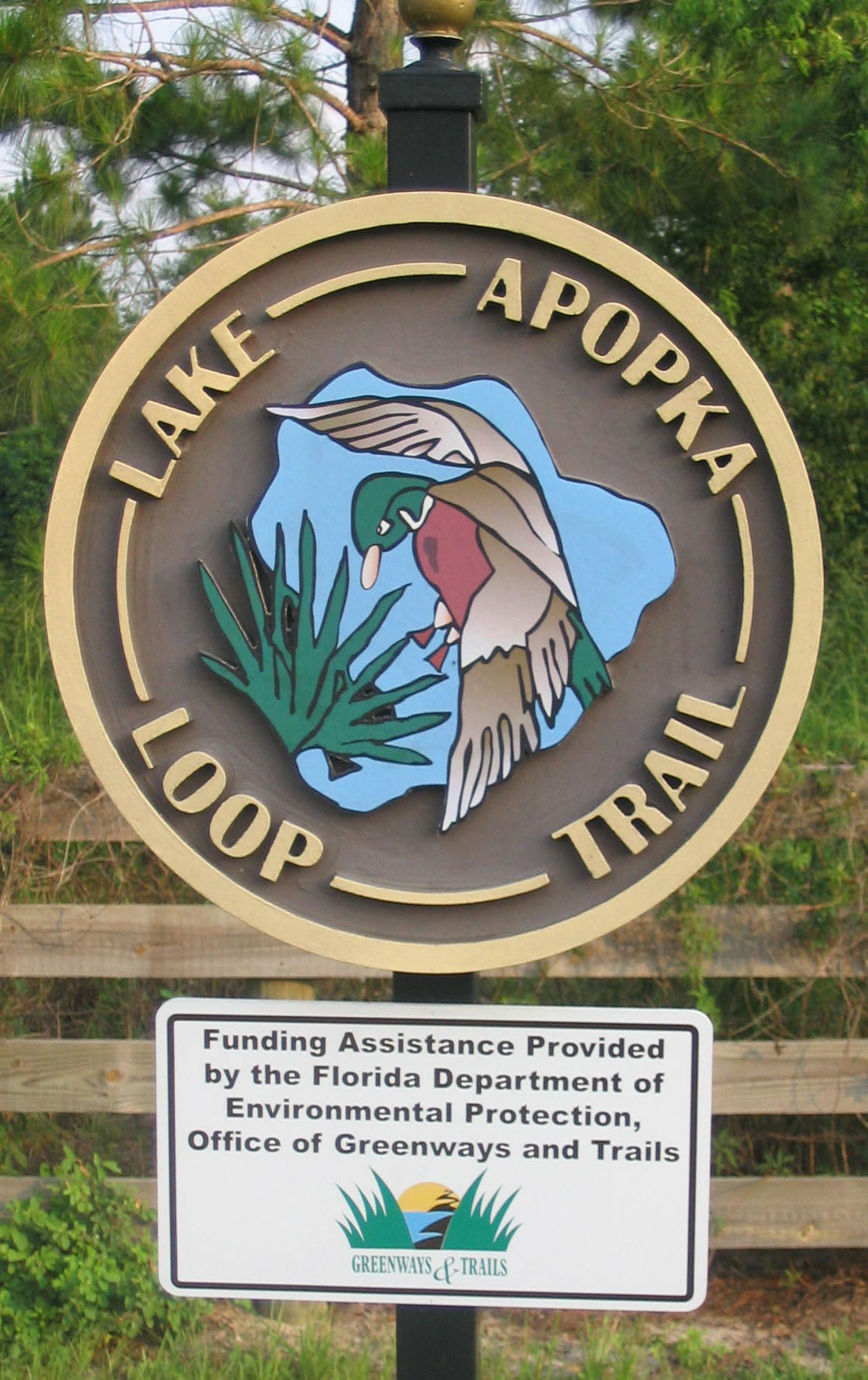
Signalisation aux abords du lac.

Le lac a beaucoup souffert des activités humaines durant le XXe siècle. 
La région fut en effet fortement irriguée depuis les années 1940 dans le but de créer de nouvelles terres cultivables et des golfs. 
Le lac a ainsi perdu près de 80,93 km2 par rapport à sa forme passée ce qui l’a fait chuter dans le classement des plus grands lacs de Floride. De plus, l'agriculture intensive et l’apport élevé en engrais et pesticides ont pollué le lac en lui donnant le triste privilège d’être le plus pollué des grands lacs de Floride. 
Le développement économique et démographique des zones  périphériques au lac en ont aggravé la pollution.
C'est dans ce lac, peut-être à la suite d'une pollution par des pesticides, qu'on a découvert les premiers cas de jeunes alligators victimes de malformations génitales ou d'imposex,,. L'origine du phénomène n'est pas claire, pouvant à la fois être dû à la pollution chronique du lac, à des pollutions accidentelles ou plus ponctuelles, ou aux apports du bassin versant notamment concerné par une utilisation intensive de pesticides arsénicaux organiques (en raison notamment de la densité en Golfs de cet État). Des composés arsénicaux sont notamment suspectés depuis qu'au début des années 2000, dans le cadre du Superfund Basic Research Program (SBRP) américain sur les sols pollués, une équipe du Dartmouth Medical School a montré in vitro, sur des cultures de cellules animales, que l'arsenic pouvait - à « des doses très faibles » - agir comme perturbateur endocrinien en perturbant le fonctionnement de récepteurs stéroïdiens à échelle cellulaire, ce qui pourrait aussi expliquer certaines des pathologies associés à l'exposition chronique à de faibles doses de ce métalloïde. Mais d'autres molécules (métaux, autres pesticides, dioxines, PCB, susceptibles d'affecter la reproduction de populations entières d'espèces) sont probablement également en cause.
Une prise de conscience s’est toutefois opérée et différents projets ont débuté en vue de corriger le problème. Des projets visent également à racheter des terres agricoles pour les rendre au lac.